# Đường Nghi Sơn – Bãi Trành
Đường Nghi Sơn – Bãi Trành (Đường nối cảng Nghi Sơn với Bãi Trành) là một tuyến đường ở Thanh Hóa có tổng chiều dài 54,5 km, được xây dựng tiêu chuẩn đường cấp 3 miền núi, mặt đường rộng 6-12m. Trên tuyến có 7 cầu trung và 2 cầu lớn là cầu vượt quốc lộ 1 và cầu vượt đường sắt.
Dự án được xây dựng bằng nguồn vốn trái phiếu Chính phủ, với tổng mức đầu tư hơn 292 tỷ đồng. Sau khi được đưa vào sử dụng tuyến đường sẽ nối cảng Nghi Sơn với quốc lộ 1, đường cao tốc Bắc – Nam phía Đông và đường Hồ Chí Minh góp phần phát huy hiệu quả đầu tư của đường Hồ Chí Minh, đặc biệt tạo điều kiện phát triển kinh tế – xã hội các tỉnh Tây Bắc cũng như các huyện phía Tây tỉnh Thanh Hóa.